# المشاركون في الحرب العالمية الأولى
هذه هي قائمة البلدان التي شاركت في الحرب العالمية الأولى:

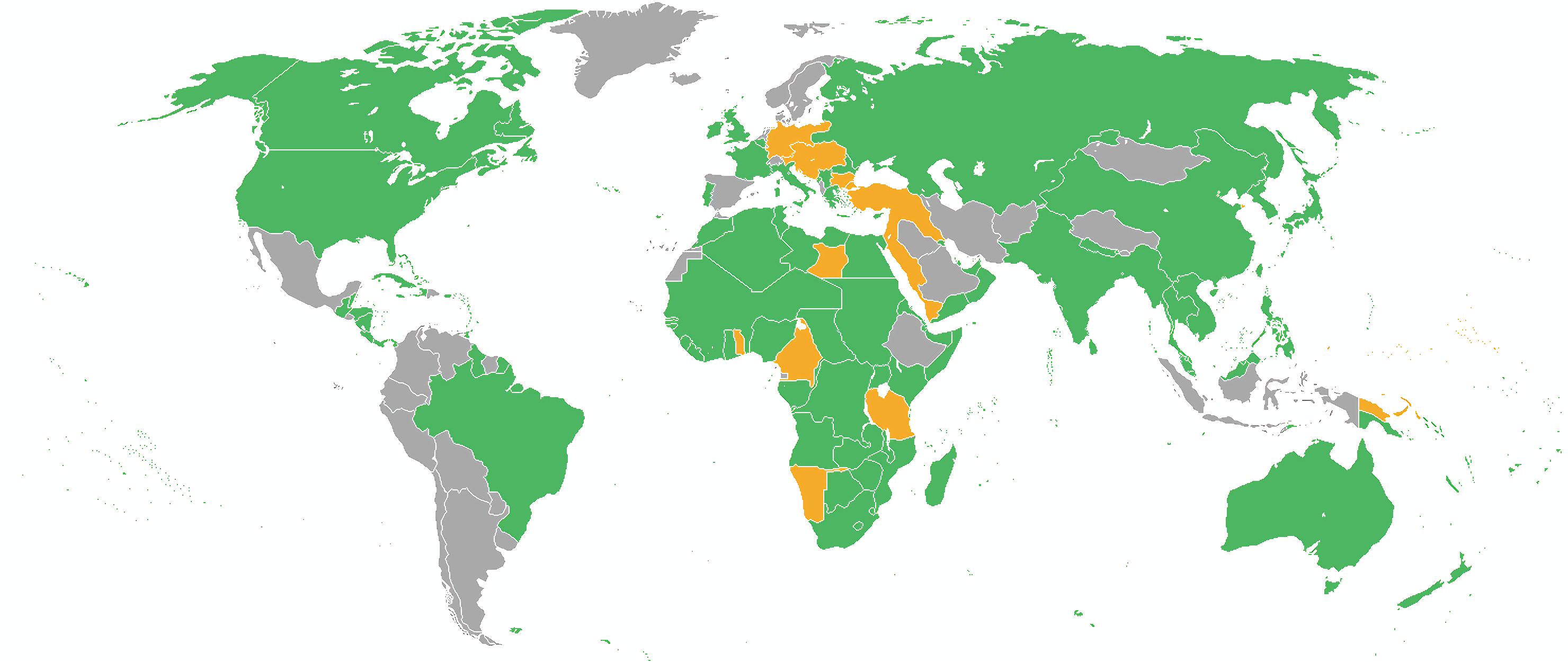

## الوفاق الثلاثي
ملاحظة: «الوفاق الثلاثي» يعرف أيضًا باسم الحلفاء في الحرب العالمية الأولى أو الحلفاء.
- أندورا (أعلنت الحرب على ألمانيا ولكنها أرسلت 10 جنود فقط للقتال)
- أرمينيا
- الثوار العرب
- بلجيكا (الإمبراطورية البلجيكية الاستعمارية)
- البرازيل
- جمهورية الصين
- كوستاريكا
- كوبا
- الفيلق التشيكوسلوفاكي
- الجمهورية الفرنسية الثالثة (الإمبراطورية الفرنسية الاستعمارية)
- مملكة اليونان
- غواتيمالا
- هايتي
- هندوراس
- المملكة الإيطالية

```
(
الإمبراطورية الاستعمارية الإيطالية
)
```

- اليابان (إمبراطورية اليابان)
- ليبيريا
- مملكة الجبل الأسود
- نيبال
- هبرديس الجديدة (سيادة بريطانية فرنسية)
- نيكاراغوا
- بنما
- جمهورية البرتغال الأولى (الإمبراطورية البرتغالية)
- مملكة رومانيا
- الإمبراطورية الروسية
  -  الجمهورية الروسية
  -  جمهورية روسيا السوفيتية الاتحادية الاشتراكية حتى معاهدة برست ليتوفسك
- مملكة صربيا
- سيام (الآن تايلند)
- المملكة المتحدة (الإمبراطورية البريطانية)
  -  كندا
  -  الراج البريطاني أو الهند البريطانية (الآن الهند وبنغلاديش وبورما وباكستان)
  -  مستعمرة نيوفاوندلاند (مستعمرة بريطانية 1907-1949)
  -  أستراليا
  -  نيوزيلندا
  -  مستعمرة مالطا
  -  جنوب أفريقيا
  -  روديسيا (الآن زيمبابوي وزامبيا) تدار من قبل شركة جنوب أفريقيا البريطانية
  -  أقاليم ما وراء البحار البريطانية
- قوات المشاة الأمريكية
  -  إقليم ألاسكا
  -  إقليم هاواي
  -  الجزر الفلبينية
  -  أراضي الولايات المتحدة المنفردة الأخرى
- المجموعات العرقية غير المستقلة: الأرمن والآشوريون والبولنديون واليونانيون البنطيون.

## دول المركز
- الإمبراطورية النمساوية المجرية
- جمهورية أذربيجان الديمقراطية
- مملكة بلغاريا

- جمهورية بانات
- دوقية كورلاند وسيميجالي (دولة تابعة)
- دولة الدراويش
- جمهورية جورجيا الديموقراطية
- الإمبراطورية الألمانية
  -  الإمبراطورية الألمانية الاستعمارية
- إمارة جبل شمر
- مملكة ليتوانيا (دولة تابعة)
- الدولة العثمانية
- جمهورية جنوب أفريقيا
- سنوسية
- مملكة بولندا (دولة تابعة)
- سلطنة دارفور

- دولة أوكرانيا

## دول محايدة
- أفغانستان – تلقت بعثة دبلوماسية ألمانية في محاولة لإقناعها للتحرك ضد البريطانيين في الهند
- إمارة ألبانيا – في فوضى سياسية منذ بداية الحرب، احتلت البلاد من قبل دول المحور والحلفاء لكنها لم تعلن الحرب على أي من الجانبين
- الأرجنتين
- بوليفيا
- بوتان
- تشيلي
- كولومبيا
- الدنمارك
- الإكوادور
- السلفادور
- إمبراطورية إثيوبيا – دعمت دول المحور وكانت على وشك دخول الحرب قبل خلع اياسو الخامس
- ليختنشتاين – كان لديها اتحاد جمركي ونقدي مع الإمبراطورية النمساوية المجرية
- لوكسمبورغ - لم تعلن الحرب على دور المحور على الرغم من احتلالها من قبل ألمانيا
- منغوليا (1911-1924)
- / – رفضت التحالف مع ألمانيا (انظر إلى برقية زيمرمان)
- موناكو
- هولندا (الإمبراطورية الهولندية) – حليفة للمملكة المتحدة بموجب معاهدة. تتباحث مع كلا الجانبين.
- النرويج – قدمت مساعدة بحرية إلى المملكة المتحدة.
- باراغواي
- بيرو
- إيران – نزاع وحملة ضمن الحلفاء ضد العثمانيين
- سان مارينو - انضمام 20 متطوعًا للجانب الإيطالي، الحلفاء ادعوا أن سان مارينو كانت في حالة حرب مع النمسا-المجر، ولكنها لم تدخل الحرب
- إسبانيا طالع: (إسبانيا في الحرب العالمية الأولى)
- سبيتسبرغن – سيطرة دانماركي نرويجية
- السويد لم تحارب
- سويسرا – أعلنت «حالة الحصار»
- الأوروغواي
- فنزويلا – زودت الحلفاء بالنفط

## إعلانات الحرب

تحالفات أوروبية عسكرية قبل الحرب.

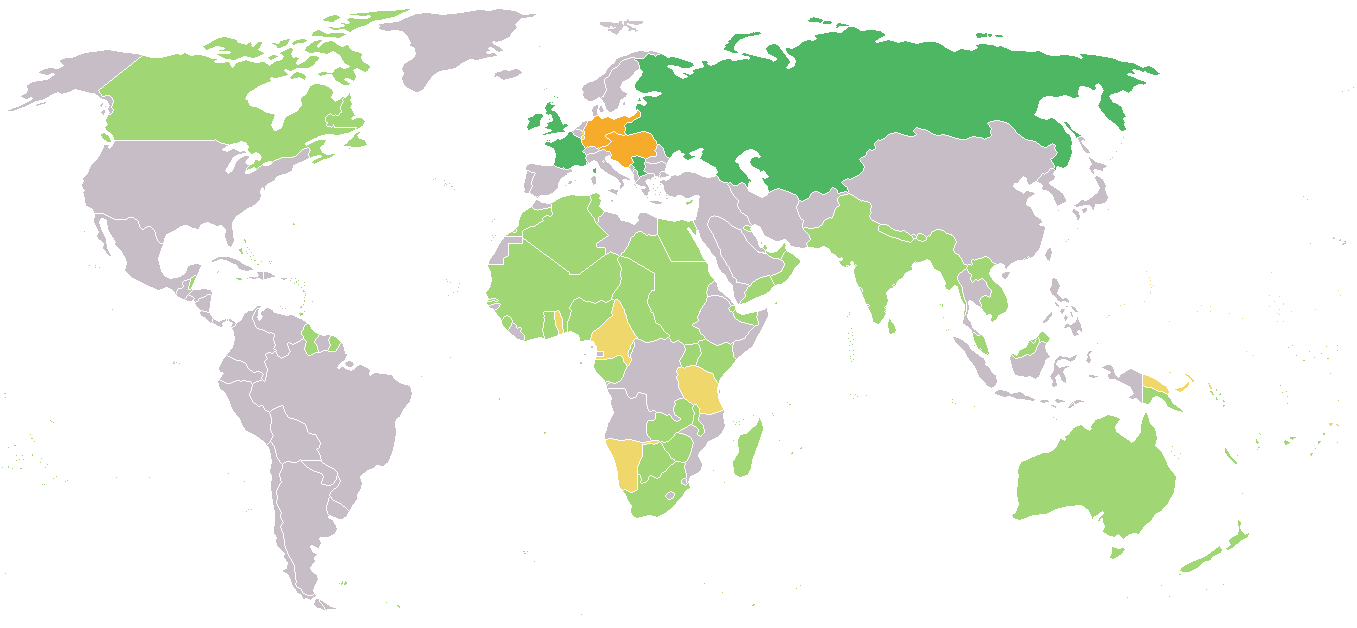
الحلفاء ودول المحور، في أوائل أغسطس 1914.

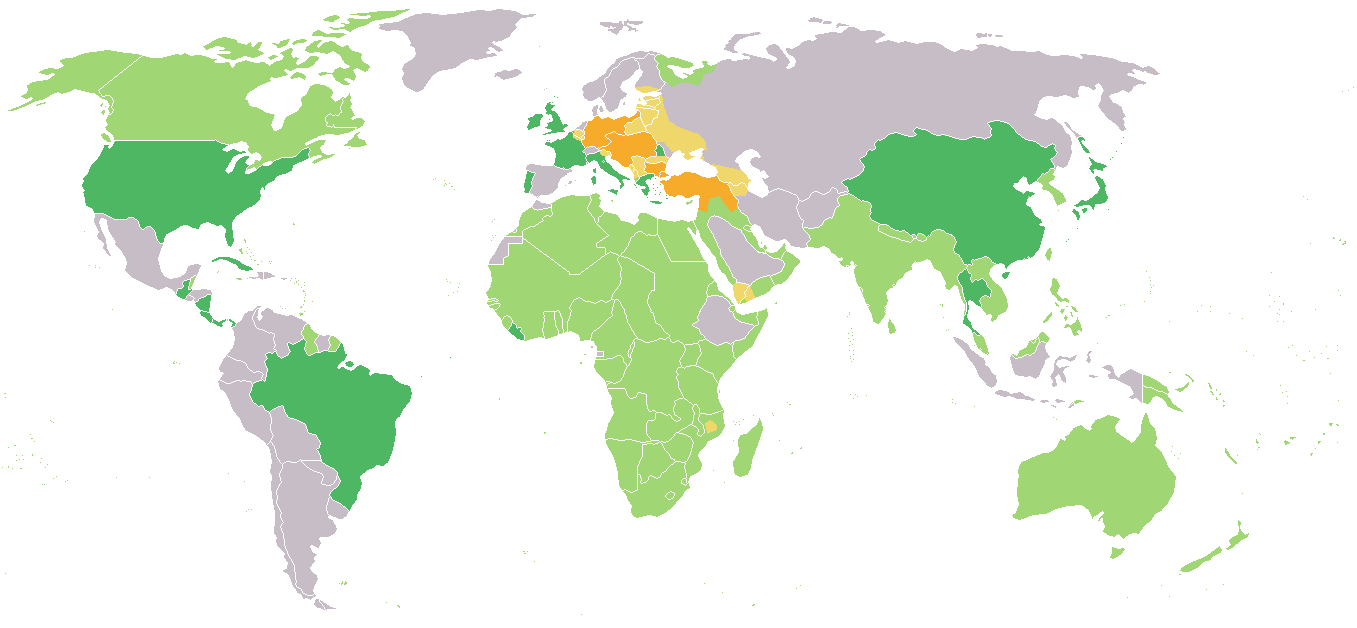
الحلفاء ودول المحور، في منتصف 1918.

يبين الجدول التالي الخط الزمني للعديد من إعلانات الحرب بين القوى المتحاربة. الإدخالات الظاهرة بخلفية صفراء، قامت بقطع العلاقات الدبلوماسية فقط، وليس إعلانات فعلية للحرب.
| التاريخ   | إعلان الحرب                                                  | ضد                                                                                         |
| 1914      | 1914                                                         | 1914                                                                                       |
| --------- | ------------------------------------------------------------ | ------------------------------------------------------------------------------------------ |
| 28 يوليو  | الإمبراطورية النمساوية المجرية                               | مملكة صربيا                                                                                |
| 1 أغسطس   | الإمبراطورية الألمانية                                       | الإمبراطورية الروسية                                                                       |
| 3 أغسطس   | الإمبراطورية الألمانية                                       | فرنسا                                                                                      |
| 4 أغسطس   | الإمبراطورية الألمانية                                       | بلجيكا                                                                                     |
| 4 أغسطس   | المملكة المتحدة لبريطانيا العظمى وإيرلندا                    | الإمبراطورية الألمانية                                                                     |
| 5 أغسطس   | مملكة الجبل الأسود                                           | الإمبراطورية النمساوية المجرية                                                             |
| 6 أغسطس   | الإمبراطورية النمساوية المجرية                               | الإمبراطورية الروسية                                                                       |
| 6 أغسطس   | مملكة صربيا                                                  | الإمبراطورية الألمانية                                                                     |
| 9 أغسطس   | مملكة الجبل الأسود                                           | الإمبراطورية الألمانية                                                                     |
| 11 أغسطس  | فرنسا                                                        | الإمبراطورية النمساوية المجرية                                                             |
| 12 أغسطس  | المملكة المتحدة لبريطانيا العظمى وإيرلندا                    | الإمبراطورية النمساوية المجرية                                                             |
| 22 أغسطس  | الإمبراطورية النمساوية المجرية                               | بلجيكا                                                                                     |
| 23 أغسطس  | إمبراطورية اليابان                                           | الإمبراطورية الألمانية                                                                     |
| 25 أغسطس  | إمبراطورية اليابان                                           | الإمبراطورية النمساوية المجرية                                                             |
| 1 نوفمبر  | الإمبراطورية الروسية                                         | الدولة العثمانية                                                                           |
| 2 نوفمبر  | مملكة صربيا                                                  | الدولة العثمانية                                                                           |
| 3 نوفمبر  | مملكة الجبل الأسود                                           | الدولة العثمانية                                                                           |
| 5 نوفمبر  | المملكة المتحدة لبريطانيا العظمى وإيرلندا · فرنسا            | الدولة العثمانية                                                                           |
| 1915      |                                                              |                                                                                            |
| 23 مايو   | المملكة الإيطالية                                            | الإمبراطورية النمساوية المجرية                                                             |
| 3 يونيو   | سان مارينو                                                   | الإمبراطورية النمساوية المجرية                                                             |
| 21 أغسطس  | المملكة الإيطالية                                            | الدولة العثمانية                                                                           |
| 14 أكتوبر | مملكة بلغاريا                                                | مملكة صربيا                                                                                |
| 15 أكتوبر | المملكة المتحدة لبريطانيا العظمى وإيرلندا مملكة الجبل الأسود | مملكة بلغاريا                                                                              |
| 16 أكتوبر | فرنسا                                                        | مملكة بلغاريا                                                                              |
| 19 أكتوبر | المملكة الإيطالية الإمبراطورية الروسية                       | مملكة بلغاريا                                                                              |
| 1916      |                                                              |                                                                                            |
| 9 مارس    | الإمبراطورية الألمانية                                       | البرتغال                                                                                   |
| 15 مارس   | الإمبراطورية النمساوية المجرية                               | البرتغال                                                                                   |
| 27 أغسطس  | مملكة رومانيا                                                | الإمبراطورية النمساوية المجرية                                                             |
| 27 أغسطس  | المملكة الإيطالية                                            | الإمبراطورية الألمانية                                                                     |
| 28 أغسطس  | الإمبراطورية الألمانية                                       | مملكة رومانيا                                                                              |
| 30 أغسطس  | الدولة العثمانية                                             | مملكة رومانيا                                                                              |
| 1 نوفمبر  | مملكة بلغاريا                                                | مملكة رومانيا                                                                              |
| 1917      |                                                              |                                                                                            |
| 6 أبريل   | الولايات المتحدة                                             | الإمبراطورية الألمانية                                                                     |
| 7 أبريل   | كوبا · بنما                                                  | الإمبراطورية الألمانية                                                                     |
| 10 أبريل  | مملكة بلغاريا                                                | الولايات المتحدة                                                                           |
| 13 أبريل  | بوليفيا                                                      | الإمبراطورية الألمانية                                                                     |
| 20 أبريل  | الدولة العثمانية                                             | الولايات المتحدة                                                                           |
| 2 يوليو   | مملكة اليونان                                                | الإمبراطورية الألمانية · الإمبراطورية النمساوية المجرية · الدولة العثمانية · مملكة بلغاريا |
| 22 يوليو  | سيام                                                         | الإمبراطورية الألمانية الإمبراطورية النمساوية المجرية                                      |
| 4 أغسطس   | ليبيريا                                                      | الإمبراطورية الألمانية                                                                     |
| 14 أغسطس  | جمهورية الصين                                                | الإمبراطورية الألمانية الإمبراطورية النمساوية المجرية                                      |
| 6 أكتوبر  | بيرو                                                         | الإمبراطورية الألمانية                                                                     |
| 7 أكتوبر  | الأوروغواي                                                   | الإمبراطورية الألمانية                                                                     |
| 26 أكتوبر | البرازيل                                                     | الإمبراطورية الألمانية                                                                     |
| 7 ديسمبر  | الولايات المتحدة                                             | الإمبراطورية النمساوية المجرية                                                             |
| 7 ديسمبر  | الإكوادور                                                    | الإمبراطورية الألمانية                                                                     |
| 10 ديسمبر | بنما                                                         | الإمبراطورية النمساوية المجرية                                                             |
| 16 ديسمبر | كوبا                                                         | الإمبراطورية النمساوية المجرية                                                             |
| 1918      |                                                              |                                                                                            |
| 23 أبريل  | غواتيمالا                                                    | الإمبراطورية الألمانية                                                                     |
| 8 مايو    | نيكاراغوا                                                    | الإمبراطورية الألمانية الإمبراطورية النمساوية المجرية                                      |
| 23 مايو   | كوستاريكا                                                    | الإمبراطورية الألمانية                                                                     |
| 12 يوليو  | هايتي                                                        | الإمبراطورية الألمانية                                                                     |
| 19 يوليو  | هندوراس                                                      | الإمبراطورية الألمانية                                                                     |
| 10 نوفمبر | مملكة رومانيا                                                | الإمبراطورية الألمانية                                                                     |